# Тајне винове лозе (1. сезона)
Прва сезона драмске телевизијске серије Тајне винове лозе  емитовала се од 18. јануара до 3. марта 2021. године на Суперстар ТВ.  Прва сезона се састоји од 36 епизода.

## Радња
Окосницу ТВ серије "Тајне винове лозе" чине приче о две породице смештене у граничним подручјима Србије. Породица успешног пословног човека Вука, из Суботице, крије многе тајне, али и Вера, самохрана мајка двојице синова из Неготинске крајине, живи у страху да се њене тајне не открију. 
Вукова ћерка, Ања, завршила је енологију у Паризу. Враћа се у свој родни крај с намером да преузме на себе вођење озбиљног породичног бизниса. Ањино образовање и технологије преузете са Запада сударају се са навикама и традицијом у овдашњем узгајању вина.
Серија прати судбине, драме и борбе две виноградарске породице из различитих културних миљеа, чије су интимне саге обавијене лажима и прећуткивањем. У овој драматичној причи на мистериозан начин преплићу се наизглед неповезане судбине. Заједничко обема породицама су сузе, пољупци и ударци. Мелодрамска нота која је све време присутна у овој серији указује да нема породице без тајне.

## Епизоде
| Бр. еп. (укупно) | Бр. еп. (у сезони) | Наслов                                                                              | Редитељ                                                              | Сценариста                   | Премијера         |
| --- | ------------------ | ----------------------------------------------------------------------------------- | -------------------------------------------------------------------- | ---------------------------- | ----------------- |
| 1 | 1                  | Прошлост вреба                                                                      | Коста Ђорђевић, Марко Манојловић, Ана Марија Роси и Дејан Караклајић | Ива Митровић и Марко Поповић | 18. јануар 2021.  |
| Вера са својим сином брине о винограду у Неготинској крајини. Спремају се за одлазак на Сајам вина у Београду. Верин син је убеђен да је вино које су направили изузетно. С друге стране, у околини Суботице, Вук Томовић води успешну винарију. Вукова ћерка, Ања, студирала је енологију у иностранству и за сајам припрема вино по узору на француски модел. Вуков брат, Зоран, није задовољан вином које је Ања креирала. Зоран је психички нестабилан, али одличан познавалац вина. Долазак на сајам најавила је и фирма из Француске, велики дистрибутер вина за европско тржиште. |                    |                                                                                     |                                                                      |                              |                   |
| 2 | 2                  | Његов долазак мења све                                                              | Коста Ђорђевић, Марко Манојловић, Ана Марија Роси и Дејан Караклајић | Ива Митровић и Марко Поповић | 19. јануар 2021.  |
| Винарија Вука Томовића је направила пословни договор са француским дистрибутером вина. Французи су спремни да му дистрибуирају онолико вина колико може да им испоручи. Вук сматра да његово вино није довољно квалитетно за тај аранжман. Мисли да је боље да дистрибуира вино "Теодора", које у Неготинској крајини прави Вера. Верин син је убеђен да је Вукова понуда изузетна прилика за њих, али Вера ту вест дочека с великом резервом. Посвађа се са сином јер она не жели сарадњу са Вуком. |                    |                                                                                     |                                                                      |                              |                   |
| 3 | 3                  | Вук стиже код Вере са понудом                                                       | Коста Ђорђевић, Марко Манојловић, Ана Марија Роси и Дејан Караклајић | Ива Митровић и Марко Поповић | 20. јануар 2021.  |
| Вук Томовић стиже на Верино имање, где са њеним сином, Марком, започиње преговоре око куповине њиховог вина "Теодора". Он му показује уговор о улагању у њихов виноград. Марко је у шоку. Вера осећа нервозу због Вуковог присуства. Верин и Вуков сусрет после двадесет година је неизбежан. Јелена, Вукова супруга, почела је да трага за новом кућном помоћницом. На разговор за посао долази јој атрактивна девојка, којој Јелена одмах у старту каже како не тражи хостесу, већ спремачицу. |                    |                                                                                     |                                                                      |                              |                   |
| 4 | 4                  | Изненадни гост                                                                      | Коста Ђорђевић, Марко Манојловић, Ана Марија Роси и Дејан Караклајић | Ива Митровић и Марко Поповић | 21. јануар 2021.  |
| Верин син, Марко, срећан је због тога што су његова мајка и Вук Томовић постигли договор око тога да он уложи у њихов виноград и производњу вина. Вук би требало да уплати аванс и пошаље свог енолога да им објасни технологију вина. Сви се питају ко би то могао да буде. Вукова ћерка, Ања, одлази код стрица Зорана. Каже му како је схватила да је био у праву. Тата неће ништа да јој каже, остали у породици се не разумеју у вино, а он је по њеном мишљењу једини реалан. Признаје да није као њих двојица, да нема слуха за вино и да није за тај посао. |                    |                                                                                     |                                                                      |                              |                   |
| 5 | 5                  | Радуле упозорава Вука                                                               | Коста Ђорђевић, Марко Манојловић, Ана Марија Роси и Дејан Караклајић | Ива Митровић и Марко Поповић | 22. јануар 2021.  |
| Јелена на лаптопу посматра фотографије извесног мушкарца. У собу изненада улази њен супруг, Вук, а она брзо затвара рачунар и каже му како се припремала за важан састанак који сутра има у позоришту. Јеленин отац, Радуле, сазнао је за Вуков план да уложи у Верин виноград у Неготинској крајини. Он се нада да неће морати поново да их вади из проблема. Подсећа га да у Верином крају нису били много нежни према Вуку и његовом брату, Зорану. Полицајци разговарају са инспектором у кафани о пожару који се догодио у варошици у Неготинској крајини. |                    |                                                                                     |                                                                      |                              |                   |
| 6 | 6                  | Шта то Ружа крије                                                                   | Коста Ђорђевић, Марко Манојловић, Ана Марија Роси и Дејан Караклајић | Ива Митровић и Марко Поповић | 25. јануар 2021.  |
| Ружа критикује брата Зорана, који је због тамних сенки из прошлости потпуно уништио свој живот и породицу. Зоран је утонуо у алкохолизам, јер окривљује себе за смрт девојке Теодоре која се утопила у језеру пре више од двадесет година. Ружа наређује Зорану да је потребно да се лечи, а у њеној варијанти то не значи одлазак у болницу већ у манастир. Ања Томовић је из Суботице дошла у Неготинску крајину код породице Смиљанић с намером да унапреди производњу вина "Теодора". Њена прва идеја је да купи суседну парцелу да би проширила виноград Смиљанића. |                    |                                                                                     |                                                                      |                              |                   |
| 7 | 7                  | Марко сазнаје дуго чувану тајну                                                     | Коста Ђорђевић, Марко Манојловић, Ана Марија Роси и Дејан Караклајић | Ива Митровић и Марко Поповић | 26. јануар 2021.  |
| Зоран Томовић је отишао у манастир с намером да се ослободи тамних сенки прошлости које га прогањају више од две деценије. Још увек није сигуран у то да ли је он или неко други убио његову тадашњу девојку, Теодору. Зоран се нада да ће у манастиру пронаћи пут ка спасењу. Зоранов син, Иван, показује наклоност према девојци, Кристини, која је спремачица у дому Вука Томовића, Зорановог стрица. Кристина је необична девојка која учи Ивана да пуца из пиштоља. Док Иван спава Кристина усмери пиштољ у њега. |                    |                                                                                     |                                                                      |                              |                   |
| 8 | 8                  | Паун долази у Суботицу                                                              | Коста Ђорђевић, Марко Манојловић, Ана Марија Роси и Дејан Караклајић | Ива Митровић и Марко Поповић | 27. јануар 2021.  |
| Ружа саопшти Вуку Томовићу да Радуле, његов таст, хоће да прави велики туристички комплекс на њиховом имању. Вук Томовић не прихвати најбоље ту идеју, јер мисли да Радуле на тај начин хоће да "опере" новац стечен нерегуларним путем. Вук Томовић је притиснут бројним проблемима које не може да реши. Иде у кафану и опија се. У кафани Вук среће Пауна, који је из Неготинске крајине дошао у Суботицу с намером да дође баш до Вука. И Паун, баш као и Вук , гаји наклоност према Вери. |                    |                                                                                     |                                                                      |                              |                   |
| 9 | 9                  | Марко жели истину од Вере                                                           | Коста Ђорђевић, Марко Манојловић, Ана Марија Роси и Дејан Караклајић | Ива Митровић и Марко Поповић | 28. јануар 2021.  |
| Марко разговара са мајком, Вером. Хоће од ње да чује ко је заправо његов биолошки отац. Она му одговори да је то онај ко га је одгајио и одшколовао. Марко није убеђен да је то истина. Вук се изненада појави у Неготинској крајини. Дође код Вере у посету. Вук хоће да иде у хотел, али га Вера задржи да преноћи у њеној кући. Марко жели да сазна од Вере да ли је Вук његов биолошки отац. Вера му потврди да је то тачно, али да Вук то не зна. Марко пита Веру да ли ће то да каже Вуку. |                    |                                                                                     |                                                                      |                              |                   |
| 10 | 10                 | Вук све признаје Вери                                                               | Коста Ђорђевић, Марко Манојловић, Ана Марија Роси и Дејан Караклајић | Ива Митровић и Марко Поповић | 29. јануар 2021.  |
| Верин син, Немања, који студира у Београду, има здравствених проблема. Вук хитно крене са Вером у Београд. Немања болује од мултипле склерозе. Болест му се погоршала јер је у великој тензији због испита на факултету. Вера и Вук проведу целу ноћ у чекаоници болнице. Јелена, Вукова супруга, нервозна је што јој се он не јавља. Хоће да јој Вук да дозволу да филмска екипа снима на њиховом имању. Марко пита Ању, Вукову ћерку, какви су њени односи са бизнисменом Јовићем који је изненада дошао у Неготинску крајину. Она му призна да је Јовић њен љубавник. |                    |                                                                                     |                                                                      |                              |                   |
| 11 | 11                 | Вера не скида осмех с лица; Миртеа жели да сазна шта се догодило између Вере и Вука | Коста Ђорђевић, Марко Манојловић, Ана Марија Роси и Дејан Караклајић | Ива Митровић и Марко Поповић | 1. фебруар 2021.  |
| Радуле призна Ружи да је у прошлости заиста био криминалац и да није без разлога био у затвору. Каже јој да је сада томе дошао крај. Одлучио је да се посвети породици и салашу и да су му сада потребни њена памет и њени савети, као и њена љубав. Ружин брат, Вук, вратио се кући, у Суботицу. Неколико дана је боравио у Неготинској крајини где је ојачао емоције које већ дуго времена гаји према Вери. Вукова супруга, Јелена, с друге стране, емотивно се зближава са словеначким позоришним редитељем. |                    |                                                                                     |                                                                      |                              |                   |
| 12 | 12                 | Пуцањ који мења све                                                                 | Коста Ђорђевић, Марко Манојловић, Ана Марија Роси и Дејан Караклајић | Ива Митровић и Марко Поповић | 2. фебруар 2021.  |
| Паун је дошао у Верину кућу. Она зазире од насилне Паунове природе и шаље својим синовима поруку да што пре дођу кући. Паун хоће да упозори Веру да Вук није баш тако позитиван лик као што она мисли. Дођу Верини синови, Марко и Немања, и Паун напусти Верину кућу, а да јој није рекао зашто му је Вук сумњив. Вук се сретне са супругом, Јеленом. Пита је зашто му није одговарала на позиве. Она му одговори да намерно није хтела да му се јави. Хтела је мало да се опусти. Вук има нешто важно да јој саопшти. Зна да га она више не воли, да више нема заједништва међу њима и да је боље за њих двоје да не живе више заједно. |                    |                                                                                     |                                                                      |                              |                   |
| 13 | 13                 | Жути спреман да крене против Вука                                                   | Коста Ђорђевић, Марко Манојловић, Ана Марија Роси и Дејан Караклајић | Ива Митровић и Марко Поповић | 3. фебруар 2021.  |
| Марко каже мајци, Вери, да открије Вуку да је он, Марко, његов син. Вера се сложи с тим. Ања каже Марку и Вери да хитно мора да се врати у Суботицу, јер је њен деда, Радуле - рањен. Ружа открије свом брату, Вуку, да су се она и Радуле зближили. Полицијски инспектор је дошао код Вука. Испитује Вука о околностима везаним за рањавање Радула. Ружа претпоставља да је на Радула пуцала Кристина, спремачица у Вуковој кући, која је изненада нестала. |                    |                                                                                     |                                                                      |                              |                   |
| 14 | 14                 | Вук долази у сукоб са Жутим                                                         | Коста Ђорђевић, Марко Манојловић, Ана Марија Роси и Дејан Караклајић | Ива Митровић и Марко Поповић | 4. фебруар 2021.  |
| Јелена криви себе што је као спремачицу ангажовала Кристину, девојку која је пуцала на Радула, Јелениног оца. Радуле је оперисан и налази се у коми. Вуков брат, Зоран, и даље је у манастиру. Зоран се, причајући свом духовнику о давној смрти Теодоре, присећа онога што се догодило приликом њеног утапања у језеру. С друге стране, Паун води своју приватну истрагу о убиству Теодоре. Паун сумњичи браћу Томовић да су криви за њену смрт. |                    |                                                                                     |                                                                      |                              |                   |
| 15 | 15                 | Ко је заиста издао Радула                                                           | Коста Ђорђевић, Марко Манојловић, Ана Марија Роси и Дејан Караклајић | Ива Митровић и Марко Поповић | 5. фебруар 2021.  |
| Вук Томовић је изложен различитим притисцима. Сумњиче га партнери његовог таста да је Вук пријавио Радула полицији и да је он зато завршио у затвору. Испостави се, међутим, да је Радула полицији одала Вукова сестра, Ружа. Вукова ћерка, Ања, на пословном путу у Загребу дефинитивно раскине љубавну везу са Душаном Јовићем, пословним партнером њеног оца, Вука. Ања оде у Неготинску крајину, јер је то једино место у којем може да пронађе мир. Марко јој каже да има нешто важно да јој саопшти. |                    |                                                                                     |                                                                      |                              |                   |
| 16 | 16                 | Паун компромитује Вука код Вере                                                     | Коста Ђорђевић, Марко Манојловић, Ана Марија Роси и Дејан Караклајић | Ива Митровић и Марко Поповић | 8. фебруар 2021.  |
| Паун долази код Вере. Она му каже да ће да позове полицију, јер сматра да је Паун прогања. Паун је донео Вери документа из полиције, који компромитују Вука Томовића, према коме Вера гаји емотивну наклоност. Вуков брат, Зоран, још увек је у манастиру где покушава да пронађе мир. Каже игуману да хоће да се исповеди. Зна да мора некоме да саопшти оно чега се присетио из ноћи када је убијена Теодора, девојка коју је Зоран волео. Сада је Зоран уверен да зна како се то догодило. Присетио се тренутака у којима је приметио да су Вук и Теодора били у љубавној вези. Зоран се не сећа самог убиства. Сећа се само свађе у тој ноћи. Теодора га је ударила нечим по глави и он је изгубио свест.                                                    |                    |                                                                                     |                                                                      |                              |                   |
| 17 | 17                 | Ања сазнаје шокантну истину                                                         | Коста Ђорђевић, Марко Манојловић, Ана Марија Роси и Дејан Караклајић | Ива Митровић и Марко Поповић | 9. фебруар 2021.  |
| Испоставило се да је Радуле крив за пропаст породице девојке Кристине, која је пуцала на њега. Кристина је сада у бекству. Ружа је схватила да је Радуле њој и њеном брату Вуку дао новац - за покретање посла са вином - потекао од криминала. Вук је свестан свих грешака које је у прошлости направио и обећа Ружи да ће их исправити. С друге стране, Вера је прочитала полицијски извештај написан поводом убиства Теодоре. У доказном материјалу Вера је видела ланчић какав су носили и Вук и Зоран. Верин син, Марко, саопштио је Ањи да су они брат и сестра. Ања покушава да се привикне на то шокантно сазнање. |                    |                                                                                     |                                                                      |                              |                   |
| 18 | 18                 | Вера покушава да сазна истину о Теодори                                             | Коста Ђорђевић, Марко Манојловић, Ана Марија Роси и Дејан Караклајић | Ива Митровић и Марко Поповић | 10. фебруар 2021. |
| Вера иде код полицајца да чује праву истину о смрти њене сестре, Теодоре. Полицајац јој каже да је Теодора заправо била кокетна и завела је оба брата Томовића - Вука и Зорана. Полицајац пита Веру шта је она видела те ноћи, у којој је Теодора убијена на језеру. Била је присутна, а нико је није питао да да изјаву. Полиција је дошла у кућу Томовића. Хоће да саслушају Ивана, Зорановог сина, који је одржавао контакт са Кристином. Она је пуцала на Радула. Полиција пита Ивана каква је била природа његовог односа са Кристином. И да ли зна где се она тренутно налази. Иван одговори да не зна где је Кристина. Вук Томовић их замоли да полицијско обезбеђење остане у болници да штити Радула од евентуалног новог Кристининог покушаја убиства. |                    |                                                                                     |                                                                      |                              |                   |
| 19 | 19                 | Вера не жели да чује Вука док не сазна истину                                       | Коста Ђорђевић, Марко Манојловић, Ана Марија Роси и Дејан Караклајић | Ива Митровић и Марко Поповић | 11. фебруар 2021. |
| Душан Јовић је дошао у Неготинску крајину. Исприча Марку да је заљубљен у његову сестру, Ању, и да му тешко пада то што она не жели да га види. Иван тражи новац од своје тетке Руже на позајмицу. Она га пита да ли је у неком контакту са Кристином, која је пуцала на Радула. Иван јој одговори да није. Ружа му не верује. Иван оде до напуштене куће у којој се крије Кристина. Иван Кристини да новац који је добио од Руже. Хоће да јој помогне да илегално пређе границу. |                    |                                                                                     |                                                                      |                              |                   |
| 20 | 20                 | Вера пада у несвест                                                                 | Коста Ђорђевић, Марко Манојловић, Ана Марија Роси и Дејан Караклајић | Ива Митровић и Марко Поповић | 12. фебруар 2021. |
| Вук Томовић има проблема у вези са винаријом коју води. Поуздани клијенти му враћају испоруке вина које су раније договорене. Вуку је јасно да је опструкцију његових послова организовао криминалац, Жути, сарадник Вуковог таста, Радула. Вера и даље упорно покушава да дође до праве приче о томе шта се заиста догодило оне ноћи када је убијена њена сестра, Теодора. Сазна да је те ноћи ипак постојао сведок - рибар Слоба за којег нико не зна где се сада налази. Вук Томовић стално зове Веру, али она није спремна да разговара са њим. |                    |                                                                                     |                                                                      |                              |                   |
| 21 | 21                 | Марко зове Вука у помоћ                                                             | Коста Ђорђевић, Марко Манојловић, Ана Марија Роси и Дејан Караклајић | Ива Митровић и Марко Поповић | 15. фебруар 2021. |
| Вук Томовић се распитује који је највећи износ који може да подигне из банке с рачуна фирме коју води. Јелена, Вукова супруга, љута је на њега, јер сматра да није заслужила да се он некоректно понаша према њој. Ружа, после дугог противљења, пристаје да помогне свом братанцу, Ивану, да пребаци Кристину, девојку у коју је заљубљен, преко границе. Кристина је у бекству јер је пуцала на Радула. Марко зове Вука Томовића да дође у Неготинску крајину, јер је Вера, Маркова мајка, у лошем здравственом стању. |                    |                                                                                     |                                                                      |                              |                   |
| 22 | 22                 | Вук признаје све Вери                                                               | Коста Ђорђевић, Марко Манојловић, Ана Марија Роси и Дејан Караклајић | Ива Митровић и Марко Поповић | 16. фебруар 2021. |
| Вук је дошао у Неготинску крајину да би видео Веру, своју љубав из младости, која је имала здравствену кризу. У Неготинској крајини је и Вукова ћерка, Ања, која већ извесно време, као стручњак-енолог, ради у Верином винограду. Вук и Вера осећају нелагоду у новом сусрету, јер га Вера сумњичи да је умешан у давно убиство Теодоре. Вук јој каже да он није био у љубавној вези са Теодором и да се није чак ни пољубио са њом. Није желео да има никакву везу са Теодором јер је био заљубљен у њу - Веру. |                    |                                                                                     |                                                                      |                              |                   |
| 23 | 23                 | Јовић је забринут за Вука                                                           | Коста Ђорђевић, Марко Манојловић, Ана Марија Роси и Дејан Караклајић | Ива Митровић и Марко Поповић | 17. фебруар 2021. |
| Вук Томовић је где је год могао прикупљао новац за свој план који никоме не саопштава. Словеначки позоришни редитељ Примож дошао је у Вукову кућу да снима документарни филм са Јеленом, Вуковом супругом. Примож се на дискретан начин удвара Јелени. Она је још увек несигурна и не може да закључи каква је њена емотивна релација према њему. Душан Јовић, Вуков пословни партнер, забринут је због тога што Вук интензивно подиже новац с рачуна фирме. Мисли да ће тим чином и он изгубити своју добру позицији у фирми коју би, након евентуалног Вуковог одласка, преузео Вуков таст, Радуле. |                    |                                                                                     |                                                                      |                              |                   |
| 24 | 24                 | Вук напушта Јелену                                                                  | Коста Ђорђевић, Марко Манојловић, Ана Марија Роси и Дејан Караклајић | Ива Митровић и Марко Поповић | 18. фебруар 2021. |
| Душан Јовић је забринут што је његов пословни партнер, Вук Томовић, објавио рат мафији. Хоће да повуче своје акције из фирме, јер се плаши сарадње са Вуковим тастом - Радулом. Ања, Вукова ћерка, јави се Душану. Недостаје јој. Ања се изненада појави у Суботици и ухвати Душана док води љубав са секретарицом. Ања је бесна због тога што је видела и не одговара више на Душанове позиве. Вук се пакује. Хоће да напусти кућу у којој је живео са супругом Јеленом. Вук саопшти Јелени да је боље да Ања преузме вођење фирме. Јелена сматра да са њима двома није готово када он то каже, него је готово када она то каже. |                    |                                                                                     |                                                                      |                              |                   |
| 25 | 25                 | Вера жели да саопшти Вуку истину                                                    | Коста Ђорђевић, Марко Манојловић, Ана Марија Роси и Дејан Караклајић | Ива Митровић и Марко Поповић | 19. фебруар 2021. |
| Вук се преселио код Вере у Неготинску крајину. Марко, Верин син, сматра да је време да му она каже да је он, Марко, њен и Вуков син. Ружа је дошла у посету код Радула у болницу. Он је пита да ли јој је била позната Вукова намера о напуштању фирме. Она му одговори да није знала и моли га да се не свети Вуку. Радуле јој обећа да неће да се свети. Душан Јовић оде код Јелене. Убеђује је да је боље да винарију Томовић води озбиљна и одговорна особа, а не њена ћерка - Ања. Када Вера хоће да каже Вуку да је Марко њихов заједнички син на вратима се појави полицијски инспектор. |                    |                                                                                     |                                                                      |                              |                   |
| 26 | 26                 | Фер и поштено суђење за Вука                                                        | Коста Ђорђевић, Марко Манојловић, Ана Марија Роси и Дејан Караклајић | Ива Митровић и Марко Поповић | 22. фебруар 2021. |
| Радуле се вратио из болнице. Његова ћерка, Јелена није сигурна у то да ли би фирму требало да води њена ћерка, Ања. Одлука да Ања преузме фирму је Вукова, али је он сада ухапшен и окривљен за убиство Теодоре које се одиграло пре више од двадесет година. Јелена оде код Душана Јовића и каже му да би неко други боље водио фирму него њена ћерка Ања. Душан би требало да буде директор винарије "Томовић", а она, Јелена, би преузела дужност председнице Управног одбора. На Вуковом саслушању тужилац предложи да Вук до почетка суђења остане у притвору. |                    |                                                                                     |                                                                      |                              |                   |
| 27 | 27                 | Вук у затвору; Ружа добија отказ у винарији                                         | Коста Ђорђевић, Марко Манојловић, Ана Марија Роси и Дејан Караклајић | Ива Митровић и Марко Поповић | 23. фебруар 2021. |
| Вук је задржан у притвору да не би утицао на сведока који га је пријавио за убиство девојке Теодоре које се одиграло пре више од две деценије. Вука је за то оптужио његов рођени брат - Зоран, који је и даље у манастиру. Зоран тражи од игумана да га нико више не узнемирава. Ања се из Неготина вратила у Суботицу. Не допада јој се начин на који њена мајка, Јелена, и Душан Јовић воде винарију "Томовић". Јелена отпусти Ружу, Вукову сестру, из винарије. Ања демонстративно напусти састанак новог менаџмента, јер сматра да је Ружи након пуно година квалитетног рада начињена неправда. |                    |                                                                                     |                                                                      |                              |                   |
| 28 | 28                 | Вера има план за Вуков посао                                                        | Коста Ђорђевић, Марко Манојловић, Ана Марија Роси и Дејан Караклајић | Ива Митровић и Марко Поповић | 24. фебруар 2021. |
| Радуле се вратио из болнице. Његова ћерка, Јелена није сигурна у то да ли би фирму требало да води њена ћерка, Ања. Одлука да Ања преузме фирму је Вукова, али је он сада ухапшен и окривљен за убиство Теодоре које се одиграло пре више од двадесет година. Јелена оде код Душана Јовића и каже му да би неко други боље водио фирму него њена ћерка Ања. Душан би требало да буде директор винарије "Томовић", а она, Јелена, би преузела дужност председнице Управног одбора. На Вуковом саслушању тужилац предложи да Вук до почетка суђења остане у притвору. |                    |                                                                                     |                                                                      |                              |                   |
| 29 | 29                 | Паун признаје све Вери                                                              | Коста Ђорђевић, Марко Манојловић, Ана Марија Роси и Дејан Караклајић | Ива Митровић и Марко Поповић | 25. фебруар 2021. |
| Ружа је дошла у посету код Вука у затвор. Она је шокирана кад сазна да је узрок Вуковог затварања то што га је његов и Ружин брат, Зоран, оптужио да је пре више од две деценије убио девојку, Теодору. Вукова ћерка, Ања, налази се у Суботици. Очајна је због тога што је њена мајка, Јелена, преузела вођење винарије "Томовић" иако се нимало не разуме у тај посао. Јелена због љубоморе покушава да избаци Верин виноград из пословног договора који њена винарија има са Французима. |                    |                                                                                     |                                                                      |                              |                   |
| 30 | 30                 | Вук и Вера се препуштају страстима                                                  | Коста Ђорђевић, Марко Манојловић, Ана Марија Роси и Дејан Караклајић | Ива Митровић и Марко Поповић | 26. фебруар 2021. |
| Јелена све агресивније преузима вођење винарије. Одлучила је да из назива фирме избаци презиме Томовић, јер жели нови почетак. Вука су пустили да се брани са слободе. Кад је сазнала за ту информацију, Јелена је послала допис винарији Смиљанић коју води Вера, жена у коју је заљубљен Вук, који је дуго година живео са Јеленом у браку. Јеленин захтев упућен Вери је да мора да се промени назив вина. Она не жели да то вино носи назив "Теодора". Вера је одлучна да ни по коју цену не мења назив вина, јер је оно дато као спомен убијену Теодору. |                    |                                                                                     |                                                                      |                              |                   |
| 31 | 31                 | Вера и Јелена се упознају                                                           | Коста Ђорђевић, Марко Манојловић, Ана Марија Роси и Дејан Караклајић | Ива Митровић и Марко Поповић | 1. март 2021.     |
| Адвокат сматра да Вук никако не би требало да буде безбрижан због чињенице што га оптужују да је крив за убиство девојке Теодоре, које се догодило пре више од две деценије. Тужалац нема јаке доказе, али се адвокат плаши притиска који би на суд могао да направи Паун, осведочени Вуков непријатељ. Вук мисли да би требало да оде до свог брата Зорана, који је још увек у манастиру, и разговара са њим. Адвокат се оштро противи тој идеји, јер је Зоран у овом случају сведок који окривљује Вука. Душан Јовић предлаже Ањи да се њих двоје удруже против њене мајке Јелене, која на хаотичан начин води њихову заједничку фирму. |                    |                                                                                     |                                                                      |                              |                   |
| 32 | 32                 | Вера је бесна након што сазна истину                                                | Коста Ђорђевић, Марко Манојловић, Ана Марија Роси и Дејан Караклајић | Ива Митровић и Марко Поповић | 2. март 2021.     |
| Вера обавља своју истрагу о околностима везаним за убиство Теодоре које се догодило пре више од две деценије на језеру. Проналази сведока, Слобу, који саопшти да је те ноћи када је убијена Теодора, на језеру био и Ненад, Верин покојни супруг. Вера није знала за ту чињеницу. Слоба потврди да је спреман да сведочи на суду. Паун је и даље упоран у настојању да освоји Верину љубав и пошаље Вука у затвор. Он и не слути да неко прати његове криминале активности везане за шверц дроге. |                    |                                                                                     |                                                                      |                              |                   |
| 33 | 33                 | Вук коначно сазнаје истину                                                          | Коста Ђорђевић, Марко Манојловић, Ана Марија Роси и Дејан Караклајић | Ива Митровић и Марко Поповић | 3. март 2021.     |
| Вук је љут на Веру, јер је сазнао за њен сусрет са Пауном који је она иницирала. Паун је, иначе, употребио све своје везе да би Вук остао што дуже у затвору. Вера изненада саопшти Вуку да је Марко његов син. Вук је толико огорчен на Веру да уопште не реагује на ту информацију. Ања, Вукова ћерка, саопшти Даници, жени Душана Јовића, да је она његова љубавница. Даница уопште није изненађена тим сазнањем. Даница зна да је Душан радио многе горе ствари него што је то љубавна превара. |                    |                                                                                     |                                                                      |                              |                   |
| 34 | 34                 | Јовића сустиже Ањина освета                                                         | Коста Ђорђевић, Марко Манојловић, Ана Марија Роси и Дејан Караклајић | Ива Митровић и Марко Поповић | 4. март 2021.     |
| Паун каже Вери да је спреман да ослободи Вука проблема са судом, али под условом да га она никад више не види и не чује. Јелена је организовала групно гледање филма којег је Примож снимио о њој. Радуле, Јеленин отац је пита да ли је она гледала тај филм. Боји се да то може да буде контрапродуктивно по њу. Јелена га разуверава. Примож је изузетно цењен редитељ. Када почне емитовање филма, на екрану се појави Примож који директно у камеру каже да Јелена није компетентна да води винарију, а још мање да буде на челу Управног одбора позоришта. |                    |                                                                                     |                                                                      |                              |                   |
| 35 | 35                 | Зоран долази на суђење                                                              | Коста Ђорђевић, Марко Манојловић, Ана Марија Роси и Дејан Караклајић | Ива Митровић и Марко Поповић | 5. март 2021.     |
| Зоран је дошао на суд да сведочи против свог рођеног брата, Вука, који је оптужен да је пре 25 година убио девојку Теодору. У разговору са својом супругом, Лином, он сазна да постоји очевидац који зна да Вук није убица. Међутим, Зоран не жели да промени своје уверење да је Вук починилац злочина. Пре почетка суђења, Вук тражи од свог адвоката да не буде груб приликом сведочења Зорана. Свој исказ пред судом Зоран започиње тако што каже да је он био заљубљен у Теодору, а она је заправо волела Вука. Зоран је у великој дилеми шта да каже, јер је на месту злочина био онесвешћен. |                    |                                                                                     |                                                                      |                              |                   |
| 36 | 36                 | Да ли ће љубав победити?                                                            | Коста Ђорђевић, Марко Манојловић, Ана Марија Роси и Дејан Караклајић | Ива Митровић и Марко Поповић | 8. март 2021.     |
| Зоран је на суђењу сведочио у корист свог брата, Вука. Паун је бесан због тога и жели по сваку цену да упропасти Вука. Киднаповао је Вуковог сина, Марка, с намером да намами Вука у клопку. Немилосрдни Паун убије свог сарадника. У обрачуну са Пауном, поред језера, Вук пуца на њега и рани га. Две недеље касније, Зоран се вратио у Суботицу да ради као енолог у винарији коју води Јелена. Он је спреман да креира ново вино, што не наилази на Јеленино одобравање. Јелена је посебно узнемирена кад јој из суда стигне Вуков предлог за развод брака. |                    |                                                                                     |                                                                      |                              |                   |